# كلفن كو
كلفن كو (بالإنجليزية: Kelvin Coe) هو ترفيهي أسترالي، ولد في 1946، وتوفي في 1992.

## وصلات خارجية
- كلفن كو على موقع IMDb (الإنجليزية)
- كلفن كو على موقع ميوزك برينز (الإنجليزية)
- كلفن كو على موقع قاعدة بيانات الفيلم (الإنجليزية)